# Exostema
Exostema är ett släkte av måreväxter. Exostema ingår i familjen måreväxter.

## Dottertaxa tillExostema, i alfabetisk ordning[1]
- Exostema acuminatum
- Exostema angustifolium
- Exostema bicolor
- Exostema brachycarpum
- Exostema caribaeum
- Exostema cordatum
- Exostema coriaceum
- Exostema corymbosum
- Exostema curbeloi
- Exostema elegans
- Exostema ellipticum
- Exostema glaberrimum
- Exostema ixoroides
- Exostema lancifolium
- Exostema lineatum
- Exostema longiflorum
- Exostema lucidum
- Exostema maynense
- Exostema mexicanum
- Exostema microcarpum
- Exostema monticola
- Exostema myrtifolium
- Exostema myrtoides
- Exostema nitens
- Exostema orbiculatum
- Exostema parviflorum
- Exostema pervestitum
- Exostema polyphyllum
- Exostema pulverulentum
- Exostema purpureum
- Exostema revolutum
- Exostema rotundatum
- Exostema rupicola
- Exostema salicifolium
- Exostema sanctae-luciae
- Exostema scabrum
- Exostema selleanum
- Exostema spinosum
- Exostema stenophyllum
- Exostema subcordatum
- Exostema triflorum
- Exostema velutinum
- Exostema veraensis